# Stanisław Koziej

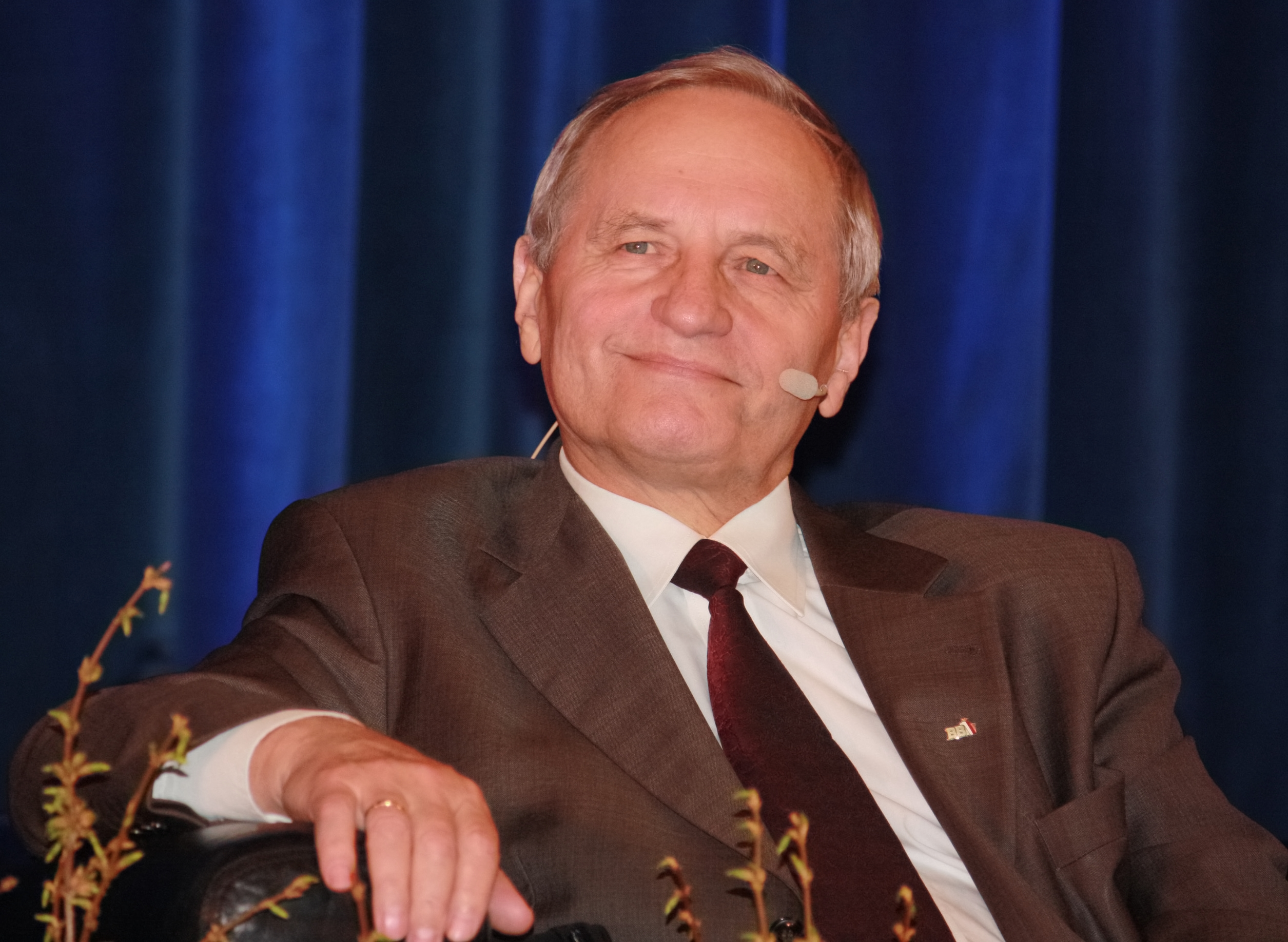
Stanisław Koziej (2016)

Stanisław Koziej  (* 8. Juli 1943 in Glinnik, bei Lubartów) ist ein polnischer Brigadegeneral und Militärwissenschaftler.
Koziej war von 2010 bis 2015 Leiter des Biuro Bezpieczeństwa Narodowego (BBN; Büro für nationale Sicherheit). Zusammen mit seinem Stellvertreter Zbigniew Włosowicz gehört Koziej zu den 89 Personen aus der Europäischen Union, gegen die Moskau 2015 in Zusammenhang mit der Annexion der Krim durch Russland  ein Einreiseverbot verhängt hat.
Er wurde unter anderem mit dem Orden Polonia Restituta und dem Westhard-Orden ausgezeichnet.